# Tim Freriks
Tim Freriks (2 oktober 1998) is een Nederlands voetballer die als aanvaller voor Akademisk BK speelt.

## Carrière
Tim Freriks speelde in de jeugd van PSCK, SC Hercules Zaandam, KFC en FC Groningen. Sinds de zomerstop van 2017 speelt hij voor Jong FC Groningen in de Derde divisie zaterdag. Op 6 mei 2018 debuteerde hij bij het eerste elftal van FC Groningen in de Eredivisie, in de met 0-0 gelijkgespeelde uitwedstrijd tegen PSV. Hij kwam in de 87e minuut in het veld voor Tom van Weert. In twee seizoenen speelde hij zeven wedstrijden voor FC Groningen, tot hij in de winterstop van het seizoen 2018/19 transfervrij naar Jong FC Utrecht vertrok. Hij debuteerde voor Jong FC Utrecht op 1 februari 2019, in de met 4-1 verloren uitwedstrijd tegen N.E.C. Freriks speelde vier wedstrijden voor Jong Utrecht, waarna hij in de zomer naar OFC vertrok. In december 2019 werd bekend dat hij een contract voor 2 seizoenen heeft getekend bij VV Katwijk. Hier speelde hij tot 2023, waarna hij de overstap maakte naar het Deense Akademisk BK.

### Statistieken

#### Beloften
| Seizoen                    | Club              | Land            | Competitie             | Competitie | Competitie | Overig | Overig | Totaal | Totaal |
| Seizoen                    | Club              | Land            | Competitie             | Wed.       | Dlp.       | Wed.   | Dlp.   | Wed.   | Dlp.   |
| -------------------------- | ----------------- | --------------- | ---------------------- | ---------- | ---------- | ------ | ------ | ------ | ------ |
| 2017/18                    | Jong FC Groningen | Nederland       | Derde divisie zaterdag | 21         | 7          | —      | —      | 21     | 7      |
| 2018/19                    | Jong FC Groningen | Nederland       | Derde divisie zaterdag | 11         | 4          | —      | —      | 11     | 4      |
| 2018/19                    | Jong FC Utrecht   | Nederland       | Eerste divisie         | 4          | 0          | —      | —      | 4      | 0      |
| Totaal beloften            | Totaal beloften   | Totaal beloften | Totaal beloften        | 36         | 11         | 0      | 0      | 36     | 11     |
| Bijgewerkt op 9 april 2024 |                   |                 |                        |            |            |        |        |        |        |

#### Senioren
| Seizoen                    | Club            | Land            | Competitie        | Competitie | Competitie | Beker | Beker | Totaal | Totaal |
| Seizoen                    | Club            | Land            | Competitie        | Wed.       | Dlp.       | Wed.  | Dlp.  | Wed.   | Dlp.   |
| -------------------------- | --------------- | --------------- | ----------------- | ---------- | ---------- | ----- | ----- | ------ | ------ |
| 2017/18                    | FC Groningen    | Nederland       | Eredivisie        | 1          | 0          | 0     | 0     | 1      | 0      |
| 2018/19                    | FC Groningen    | Nederland       | Eredivisie        | 6          | 0          | 1     | 0     | 7      | 0      |
| 2019/20                    | OFC             | Nederland       | Derde divisie Zo. | 20         | 12         | 4     | 5     | 24     | 17     |
| 2020/21                    | VV Katwijk      | Nederland       | Tweede divisie    | 5          | 1          | 0     | 0     | 5      | 1      |
| 2021/22                    | VV Katwijk      | Nederland       | Tweede divisie    | 33         | 5          | 1     | 1     | 34     | 6      |
| 2022/23                    | VV Katwijk      | Nederland       | Tweede divisie    | 34         | 9          | 3     | 2     | 37     | 11     |
| 2023/24                    | Akademisk BK    | Denemarken      | 2. division       | 19         | 11         | 5     | 3     | 24     | 14     |
| Totaal senioren            | Totaal senioren | Totaal senioren | Totaal senioren   | 118        | 38         | 14    | 11    | 132    | 49     |
| Carrièretotaal             | Carrièretotaal  | Carrièretotaal  | Carrièretotaal    | 154        | 49         | 14    | 11    | 168    | 60     |
| Bijgewerkt op 9 april 2024 |                 |                 |                   |            |            |       |       |        |        |